# Таранцев, Пётр Тимофеевич
Пётр Тимофеевич Таранцев (1923—1987) — участник Великой Отечественной войны, заместитель командира стрелкового батальона 895-го стрелкового полка 193-й стрелковой дивизии 65-й армии Центрального фронта, старший лейтенант. Герой Советского Союза (1943).

## Биография
Родился 23 июня 1923 года в селе Самарское ныне Азовского района Ростовской области в крестьянской семье. Русский.
Окончил 7 классов. Работал в колхозе.
В Красной Армии с октября 1941 года. В действующей армии с февраля 1942 года. В 1943 году окончил Тюменское военное пехотное училище.
Воевал под Ростовом-на-Дону, затем под Старой Руссой, был вторым номером пулемётного расчёта. В 1943 году — заместитель командира роты в боях под Курском.
Заместитель командира стрелкового батальона комсомолец старший лейтенант Пётр Таранцев особо отличился при форсировании реки Днепр 15 октября 1943 года в районе села Каменка Репкинского района Черниговской области Украины. Переправившись в числе первых, старший лейтенант Таранцев во главе передовых подразделений 16 октября 1943 года ворвался в деревню Крупейки Лоевского района Гомельской области Белоруссии и организовал там оборону. На четвёртый день боёв за плацдарм Пётр Таранцев получил ранение, но продолжал воевать.
Указом Президиума Верховного Совета СССР от 30 октября 1943 года за образцовое выполнение боевых заданий командования на фронте борьбы с немецко-фашистскими захватчиками и проявленные при этом мужество и героизм старшему лейтенанту Таранцеву Петру Тимофеевичу присвоено звание Героя Советского Союза с вручением ордена Ленина и медали «Золотая Звезда» (№ 1539).
С 1945 года П. Т. Таранцев находился в запасе. Жил в Москве. В 1950 году окончил автомеханический техникум. До 1972 года работал на автомобильном заводе имени Лихачёва.
С 1984 года жил в городе Ростов-на-Дону. Умер 27 января 1987 года. Похоронен в родном селе Самарское.

## Память
- Увековечен на сайте МО РФ «Дорога памяти»
- При похоронах в селе Самарском советские и партийные органы не захотели похоронить Героя возле братской могилы. Обещали сделать перезахоронение. Но до сих пор этого не произошло и его могила затерялась на сельском кладбище.

## Награды
- Герой Советского Союза (30.10.1943)[2]
- Орден Ленина(30.10.1943)[2]
- Орден Отечественной войны I степени(11.3.1985)[3]
- Орден Красной Звезды(2.9.1943)[4]
- Орден Красной Звезды(16.3.1943)[5]
- Медаль Жукова[6]

- Медаль «В ознаменование 100-летия со дня рождения Владимира Ильича Ленина» (6 апреля 1970)
- Медаль «За победу над Германией в Великой Отечественной войне 1941—1945 гг.» (9 мая 1945)
- Юбилейная медаль «Двадцать лет Победы в Великой Отечественной войне 1941—1945 гг.» (7 мая 1965[7])
- Юбилейная медаль «Тридцать лет Победы в Великой Отечественной войне 1941—1945 гг.»[8]
- Медаль «Сорок лет Победы в Великой Отечественной войне 1941-1945 гг.»[9]
- Юбилейная медаль «50 лет Победы в Великой Отечественной войне 1941—1945 гг.»[10]

- Медаль «30 лет Советской Армии и Флота».[11]
- Юбилейная медаль «40 лет Вооружённых Сил СССР»[12]
- Юбилейная медаль «50 лет Вооружённых Сил СССР» (26 декабря 1967[13])
- Юбилейная медаль «60 лет Вооружённых Сил СССР» (28 января 1978[14])
- Юбилейная медаль «70 лет Вооружённых Сил СССР» (28 января 1988[15])

- Знак МО СССР «25 лет Победы в Великой Отечественной войне» (24 апреля 1970[16])

## Интересный факт
Такое же звание Героя Советского Союза получил и дядя Таранцева — Половинко, Поликарп Александрович.